# Округ Ворт (Џорџија)
Ворт (енгл. Worth County) је округ у америчкој савезној држави Џорџија.

## Демографија
По попису из 2010. године број становника је 21.679, што је 288 (-1,3%) становника мање 2000. године.
| Група             | 2000.          | 2010.          |
| Белци             | 14.999 (68,3%) | 15.044 (69,4%) |
| Афроамериканци    | 6.495 (29,6%)  | 5.978 (27,6%)  |
| Азијати           | 48 (0,2%)      | 74 (0,3%)      |
| Хиспаноамериканци | 240 (1,1%)     | 335 (1,5%)     |
| Укупно            | 21.967         | 21.679         |